# Єлтайський сільський округ (Урджарський район)
Єлта́йський сільський округ (каз. Елтай ауылдық округі, рос. Елтайский сельский округ) — адміністративна одиниця у складі Урджарського району Абайської області Казахстану. Адміністративний центр та єдиний населений пункт — село Єлтай.
Населення — 1579 осіб (2021; 1753 у 2009, 2507 у 1999, 2456 у 1989).
Станом на 1989 рік існувала Єлтайська сільська рада (село Єлтай).